# Oskar Grimaldi
Louis Gabriel Oscar Grimaldi, markiz Baux (ur. 9 czerwca 1814 w Paryżu, zm. 15 lipca 1894 w Saint Germain-en-Laye) – członek monakijskiej rodziny książęcej, nieślubny syn księcia Honoriusza V Grimaldi i Felicyty Magdaleny Honory Gabrieli de Rouault de Gamaches.

## Dzieciństwo i młodość
Ludwik, znany szerzej pod swoim trzecim imieniem Oskar, urodził się 9 czerwca 1814 w Paryżu. Jego ojcem był książę Monako, Honoriusz V Grimaldi, a matką Felicite Madeleine Honoree Gabrielle de Gamaches. Nie miał rodzeństwa. Jego dziadkami ze strony ojca byli książę Monako, Honoriusz IV Grimaldi i księżna Ludwika d’Aumont Mazarin; ze strony matki natomiast Joachim Walery Teresa Ludwik, markiz Gamches i Maria Katarzyna Hiacynta de Choiseul Beaupre.

## Członek rodziny książęcej
Oskar był jedynym synem panującego w Monako Honoriusza V, ale nigdy nie odziedziczył praw do ojcowskiego tronu (w przeciwnym razie zostałby księciem Monako po śmierci swojego ojca w 1841, gdyż rodzice jego nigdy nie zawarli związku małżeńskiego. Matka Felicyta była mężatką, co wzbudzało dodatkowy skandal. Jej mężem od 19 kwietnia 1800 roku był Jakub Filip Achilles Ludwik August Bartłomiej Franciszek, hrabia d'Hericy.
Oskar, noszący jedynie tradycyjny tytuł markiza Baux, zmarł bezpotomnie 15 lipca 1894 roku w Saint-Germain-en-Laye.